# Метопа
Мето́па (μετόπών — «пространство между глазами», переносица) — в античной, а затем и во всей классической архитектуре, элемент фриза дорического ордера. Промежуток между двумя соседними триглифами. Представляет собой мраморную плиту почти квадратного (несколько удлинённого за счёт «полочки» в нижней части) формата, декорированную рельефом или росписью. Название этой детали представляет собой метафору, характерную для античной культуры и древнегреческой строительной терминологии.
Согласно одной из гипотез происхождения классического ордера, а именно из изначальной деревянной конструкции, метопы возникли из потребности закрыть пустоты между выходящими на фасад здания торцами потолочных балок. Правда, О. Шуази, возражая против этой теории, упоминает, что в древнейших храмах дорического ордера (в Посейдонии, Селинунте и Акраганте) «триглифы вырублены в одном квадре с метопами». В архитектуре этрусков и в период эллинской архаики метопы делали из терракоты и расписывали яркими красками. В классический период — украшали рельефами и также расписывали. Фон метоп — ярко-красным. Рельефы оставляли светлыми, цвета мрамора, но их контуры подчеркивали чёрной краской. Особое значение имела направленность изображений на метопах: зрительное движение фигур направлено либо к центру главного фасада, либо в противоположном направлении, от срединной линии переднего фасада к углам и далее к заднему фасаду, где рельефы сталкивались «лицом к лицу». Рельефы боковых фасадов имели направленность в одну сторону. Таким образом, композицию фриза, несмотря на разделённость триглифами, пронизывает общее движение. Композиции отдельных фигур, например, сцены битвы кентавров с лапифами на метопах Парфенона афинского Акрополя (около 440 г. до н. э.), впечатляют цельностью и конструктивностью согласно античным принципам равноголовия и уподобления формату. Кроме того, нижняя горизонталь подчеркивается выступом (полочкой), на которую как бы опираются фигуры.
В ионическом, коринфском и композитном ордерах метопы отсутствуют. В римском варианте тосканского ордера, по теории Витрувия, фриз также совершенно гладок. В греческо-ионическом, римско-ионическом, коринфском и композитном ордерах фриз покрывали сплошной лентой зофора — ярко расцвеченного и частично вызолоченного рельефа. Формообразующее значение архитектурных метоп настолько важно, что в Новое время появился термин «метопный принцип». Его относят к античной расписной керамике, чаще классического или ориентализирующего стилей, в тех случаях, когда фигурное изображение помещается в прямоугольное или квадратное орнаментальное обрамление, напоминающее архитектурную метопу. В архитектуре классицизма XVII—XIX веков метопы оформляли по-разному: эмблемами, маскаронами либо оставляли гладкими.

## Галерея

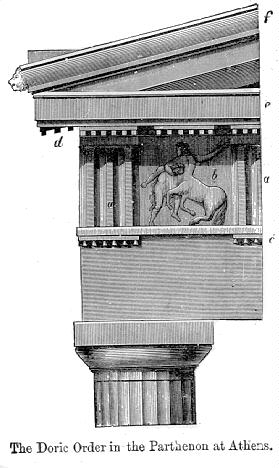
Дорическая метопа (поз. b). Парфенон афинского Акрополя
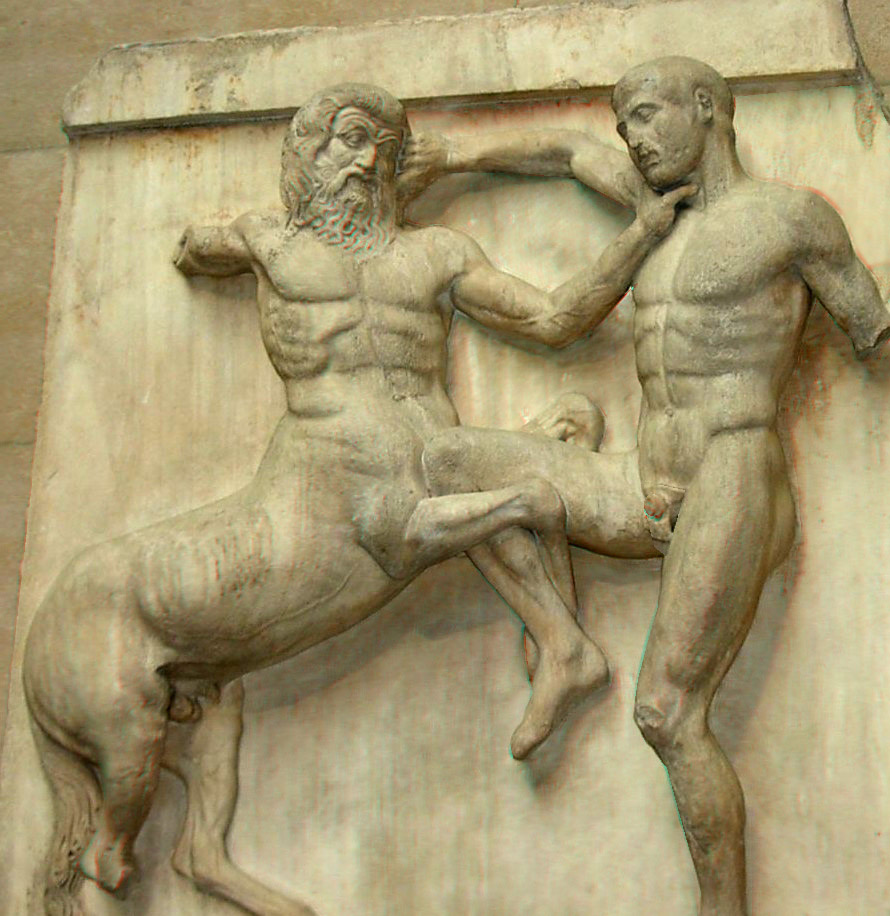
Метопа Парфенона. Битва кентавров с лапифами. Около 440 г. до н. э.
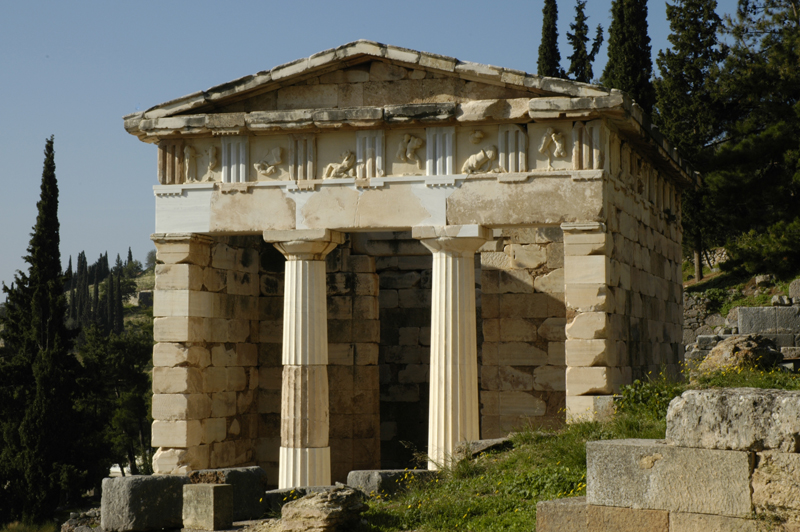
Метопы Сокровищницы афинян в Дельфах. 510—507 гг. до н. э.